# Blazár

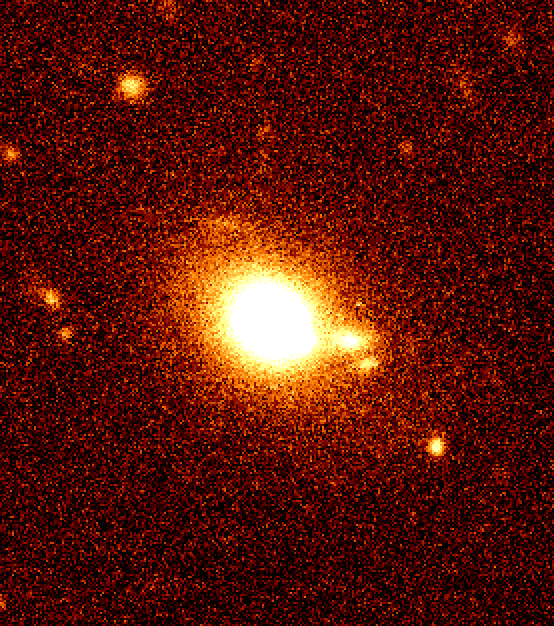
A H0323+02 nevű BL Lacertae objektum

A blazárok 100 MeV-nál magasabb energián megfigyelt aktív galaxismagok. A nevüket a két fő fajtájuk, a BL Lacertae objektum és (az optikailag hevesen változó kvazárok után) a kvazár szó egyesítésével kapták.
Valószínű, hogy ezeknek az objektumoknak az egyik relativisztikus anyagsugara éppen a Föld irányába néz, ezért az egész galaxis emisszióját az anyagsugárban fellépő jelenségek uralják. Az aktív galaxismagok közül a blazárok sugároznak a legszélesebb frekvenciatartományban, a rádiótól a gamma-sugarakig.
A színképükben – ellentétben a kvazárokéval – nem figyelhetőek meg emissziós vonalak, és a kvazárokkal szemben százszor halványabbak a Seyfert-galaxisoknál.
Ahhoz, hogy egy aktív galaxismagot blazárnak tekintsünk, a következő feltételeket kell teljesítenie:
- erős rádiósugárzás;
- erős optikai polarizáció;
- nagy mértékű optikai változások rövid idő (kevesebb mint néhány nap) alatt.

## Lásd még
- kvazár
- galaxis
- extragalaktikus csillagászat